# Moiropsis claudicans
Moiropsis claudicans is een zee-egel uit de familie Schizasteridae.
De wetenschappelijke naam van de soort werd in 1879 gepubliceerd door Alexander Agassiz.